# مروخ

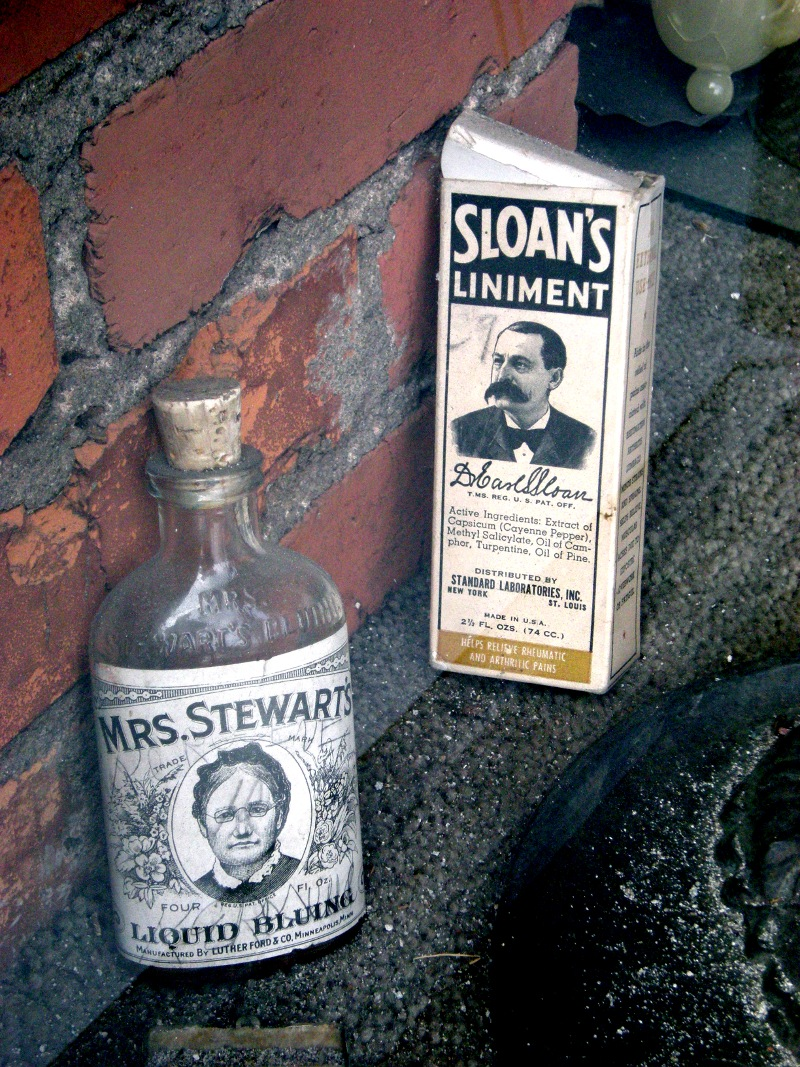
مرهم سلون (على اليمين) الذي كان يعد أشهر المنتجات التي كانت تباع في متاجر الأدوية بدون وصفة طبية.

مروخ (بالإنجليزية:  Liniment)‏ ويعرف أيضًا باسم مرهم دواء موضعي يستخدم على الجلد وهو ذو قوام لزج، ويكون قوامه بالعادة شبيه أو أكثر لزوجه من المستحضرات التي يتم فركها على الجلد مثل: الزيوت  والكريمات، ويتوافر بعدة أشكال كاللاصقات وفي الأنابيب أو على شكل بخاخ.
يُباع المروخ في العادة لتخفيف أعراض الألم والتصلب مثل تلك التي تصيب العضلات والتوائها أو التهاب المفاصل. مثل هذه المراهم يتم صناعتها من الكحول أو الأسيتون أو المحاليل الأخرى التي سرعان ما تجف وتحتوي على مركبات كيميائية عطرية مضادة للتهيج مثل  زيت الغلطيرية الكندية أو  الرَاتينَج الصَمغِي أو المنثول أو كابسيسين. وهذه المركبات تنتج شعورًا بالدفء في عضلات المنطقة التي توضع عليها.
يمكن أن يصبح زيت الغلطيرية الكندية الذي يعد مكونًا مسكنًا نشطًا في بعض المنتجات المسكنة للألم إذا تم استخدامه بكمية زائدة. ولا ينصح أيضًا باستخدام وسادات التدفئة مع الكريمات الحرارية لأن الحرارة الزائدة قد تسبب فرط في امتصاص المكونات النشطة.

## أمثلة على المراهم

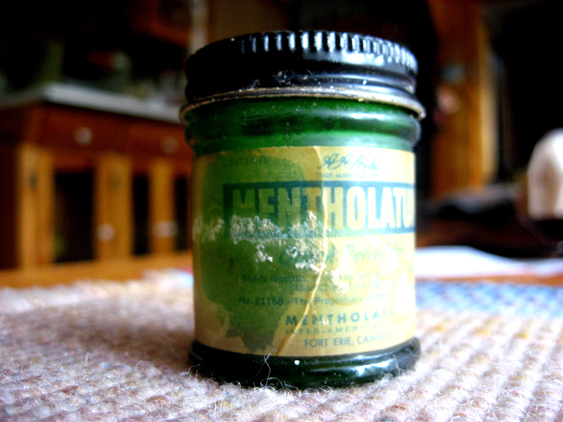
علبة قديمة من مرهم Mentholatum Ointment الذي طوره ألبرت ألكساندر هايد.

- مرهم A.B.C هو مرهم قديم جدًا تم استخدامه لفترة طويلة بين الأعوام 1880-1953 لتخفيف الألم في أسفل الظهر وعرق النسا  والألم العصبي والروماتيزم وتصلب العضلات بعد التمارين الرياضية ولأسباب أخرى. وكان يتم صناعته من نبات الآقونيطن والبيلادونا والكلوروفورم.[3][4] ومن الأحرف الأولى لمكوناته نال اسمه. وبالرغم من ذلك، فقد سجلت حالات تعرضت للتسمم من هذا الخليط، وحصلت وفاة واحدة على الأقل.[5][6][7][8]

- مرهم Bengay هو عبارة عن مرهم يستخدم لتخفيف آلام العضلات والمفاصل المرتبطة بالتهاب المفاصل والكدمات وآلام الظهر البسيطة والرضوض والالتواءات.[9] تم تطوير هذا المرهم في فرنسا على يد الدكتور جول بينجوي، ووصل أميركا في العام 1898. وتم اشتقاق اسم المرهم من اسم مطوره. أُنتج المرهم في الأصل بواسطة  شركة فايزر لتصنيع الأدوية والتي اشترتها شركة جونسون آند جونسون.[10][11]

- مرهم Flex-power الذي أستخدمت تقنية النانو في تركيبته.
- IcyHot وهي مجموعة من المراهم التي تم انتاجها وتسويقها من قبل شركة شاتم Chattem، وهي الآن تابعة لشركة سانوفي الفرنسية.
- مرهم Mentholatum Ointment الذي تمت صناعته في شهر كانون الأول عام 1894 بواسطة شركة أمريكية أسسها ألبرت ألكساندر هايد. وفي العام 1975، اشترت الشركة اليابانية المتخصصة بالأدوية Rohto Pharmaceutical Co حقوق تسويق المنتج واشترت في العام 1988 شركة Mentholatum بأكملها. ويوجد للمرهم علامة تجارية أخرى تحت اسم "Deep Heat".
- مرهم Minard الذي تم صنعه بواسطة الدكتور ليفي مينارد من مقاطعة هانتس في نوفا سكوشا في كندا، وقد أطلق على الدكتور مينارد لقب «ملك الألم». قام الدكتور ليفي مينارد بتطوير المرهم في ستينات القرن التاسع عشر من الكافور ماء الأمونيا وزيت التربنتين الطبي. وكان استخدام المرهم شائعًا في شرق كندا.

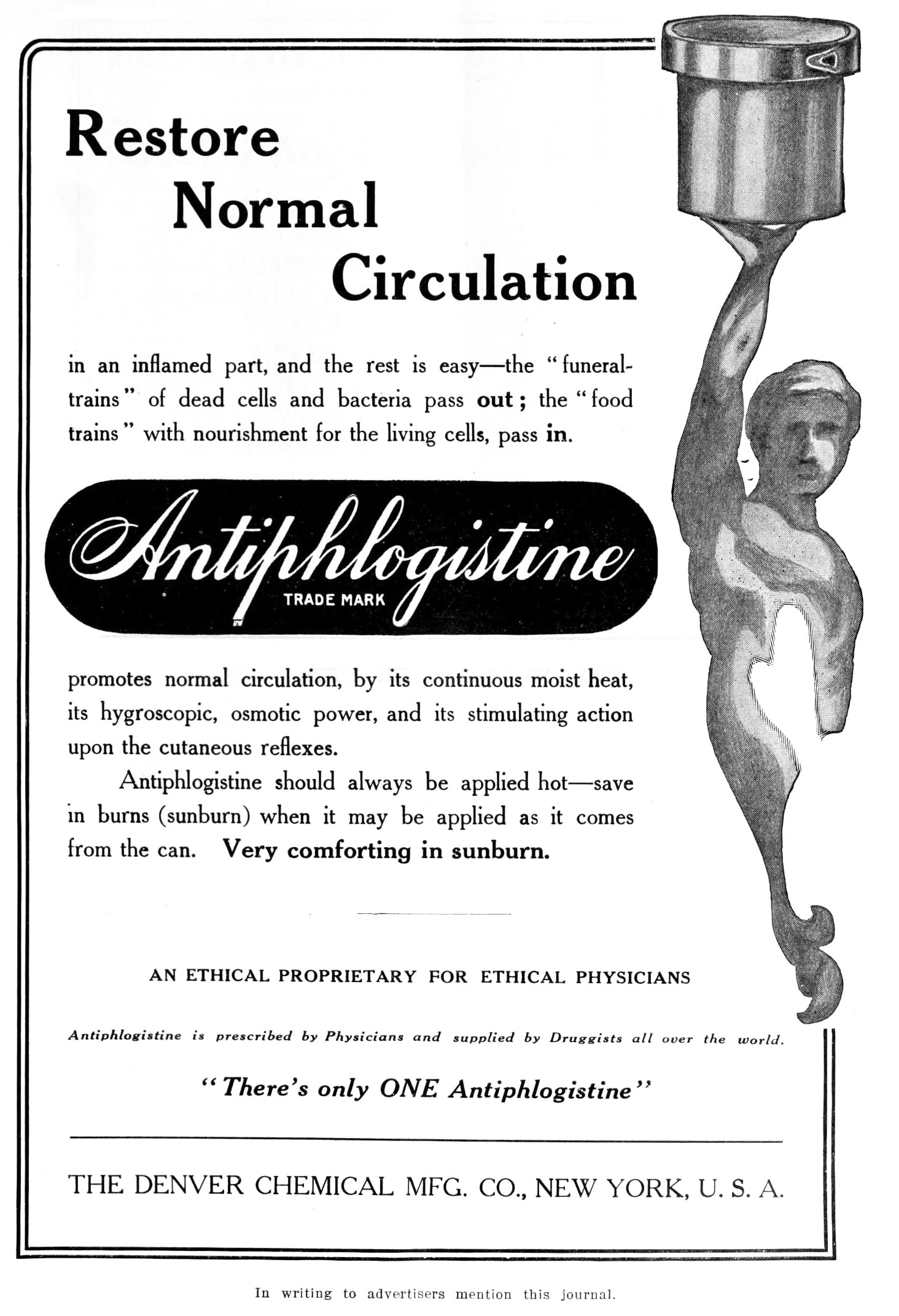
إعلان يعود للعام 1914

- مرهم Opodeldoc والذي يعد تركيبة ابتكرها الطبيب من عصر النهضة براكلسوس.
- مرهم RUB A535 الذي يعرف أيضَا باسم انتوفلوجستين. تم تصنيعه في عام 1919 بواسطة شركة Church & Dwight في كندا. وهذا المرهم غير معروف جيدًا خارج كندا ولا يباع في الولايات المتحدة الأمريكية.
- مرهم Tiger Balm الذي تمت صناعته خلال سبعينات القرن التاسع عشر في يانغون  التي كان اسمها يطلق على عاصمة بورما في السابق. وقد قام بصناعة المرهم عالم الأعشاب آو تشو كين الذي كان ابن أحد أطباء الأعشاب من  شعب الهاكا في الصين. والمرهم مصنوع من المنثول بنسبة 16% ومن زيت الينترغرين.[12]

## الاستخدامات على الخيول
يشيع استخدام المراهم على الخيول بعد تدريبها. ويتم وضعها إما عن طريق فركها بقوة وخصوصًا على الساقين، أو وضعها بشكل مخفف عن طريق إضافتها إلى  دلو من الماء وفركها باسفنجة. تستخدم المراهم على الخيول في الطقس الحار من أجل تهدئتها بعد التدريبات، حيث أن الكحول يعمل كمبرد من خلال خاصية التبخر السريعة، في حين تعمل الزيوت المضادة للالتهابات على توسيع الشعيرات الدموية في الجلد مما يزيد من كمية الدم التي تخلص أجسادها من الحرارة.
هناك العديد من تركيبات مراهم الخيول يتم استخدامها على البشر بشكل مخفف، على الرغم من احتواء مراهم الخيول على ثنائي ميثيل سلفوكسيد  الذي لا يعد مناسبًا للاستخدام البشري لأنه يعمل على تمرير المكونات إلى مجرى الدم. وكذلك، فإن مكونات مراهم الخيول مثل المنثول أو الكلوروكسيلينول  أو اليود تستخدم بصيغ مختلفة عن المنتجات الخاصة بالبشر.
يعتبر مرهم Absorbine المصنوع من قبل شركة W.F. Young, Inc منتج خاص بالخيول تمت إعادة صياغته ليصبح مناسبًا للاستخدام البشري، وجرى تسويقه تحت اسم Absorbine Jr. اشترت الشركة علامات تجارية أخرى خاصة بالمراهم وهي Bigeloil و RefreshMint. وفي بعض الأحيان تستخدم التركيبة الخاصة بالخيول من قبل البشر، وقد تعود نتائجه على البشر بسبب رائحة المنثول التي تطلق مادة السيروتونين أو بسبب تأثير الدواء الوهمي.
يعد  إيرل سلون  رجل أعمال أمريكي صنع ثروته المبدئية من بيع تركيبة المرهم الخاصة بالخيول التي صنعها والده ابتداءً من الفترة التي تلت الحرب الأهلية. يحتوي مرهم سلون على الفليفلة كعنصر أساسي، وقد تم تسويق المرهم كذلك من أجل الاستخدام البشري. قام سلون في وقت لاحق ببيع شركته إلى مالك شركة Warner–Lambert التي اشترتها في العام 2000 شركة فايزر.